# Kanton Macará
Der Kanton Macará befindet sich in der Provinz Loja im äußersten Süden von Ecuador. Er besitzt eine Fläche von 575,7 km². Im Jahr 2020 lag die Einwohnerzahl schätzungsweise bei 20.000. Die Bevölkerung besteht zu etwa 90 Prozent aus Mestizen. Verwaltungssitz des Kantons ist die Kleinstadt Macará. Der Kanton wurde am 22. September 1902 gegründet.

## Lage
Der Kanton Macará befindet sich im Südwesten der Provinz Loja und grenzt im Süden an Peru. Der Kanton erstreckt sich über die westlichen Ausläufer der Anden. Der Kanton Macará wird im Süden vom Río Macará (Río Calvas) begrenzt. Der Río Catamayo verläuft entlang der nordwestlichen Kantonsgrenze. Der Flusslauf der Quebrada La Rama begrenzt den Kanton im zentralen Norden. Der tiefste Punkt im Kanton liegt am Zusammenfluss von Río Catamayo und Río Macará im äußersten Westen auf einer Höhe von etwa 220 m. Höchster Punkt im Kanton ist der in der Cordillera Numbiaranga gelegene 2122 m hohe Cerro Chuqui. Die Fernstraßen E35 (Macará–Loja) und E69 (Macará–Catamayo) durchqueren den Ostteil des Kantons. Im Nordosten des Kantons befindet sich das Schutzgebiet Bosque Protector Jatumpamba-Jorupe.
Der Kanton Macará grenzt im äußersten Westen an den Kanton Zapotillo, im Nordwesten an den Kanton Celica sowie im Osten an den Kanton Sozoranga.

## Verwaltungsgliederung
Der Kanton Macará ist in die Parroquias urbanas („städtisches Kirchspiel“)
- Eloy Alfaro (am 25. April 1967 gegründet)
- Macará (am 27. September 1902 gegründet)

und in die Parroquias rurales („ländliches Kirchspiel“)
- La Victoria
- Larama
- Sabiango

gegliedert.